# Двадцять п'ята поправка до Конституції США

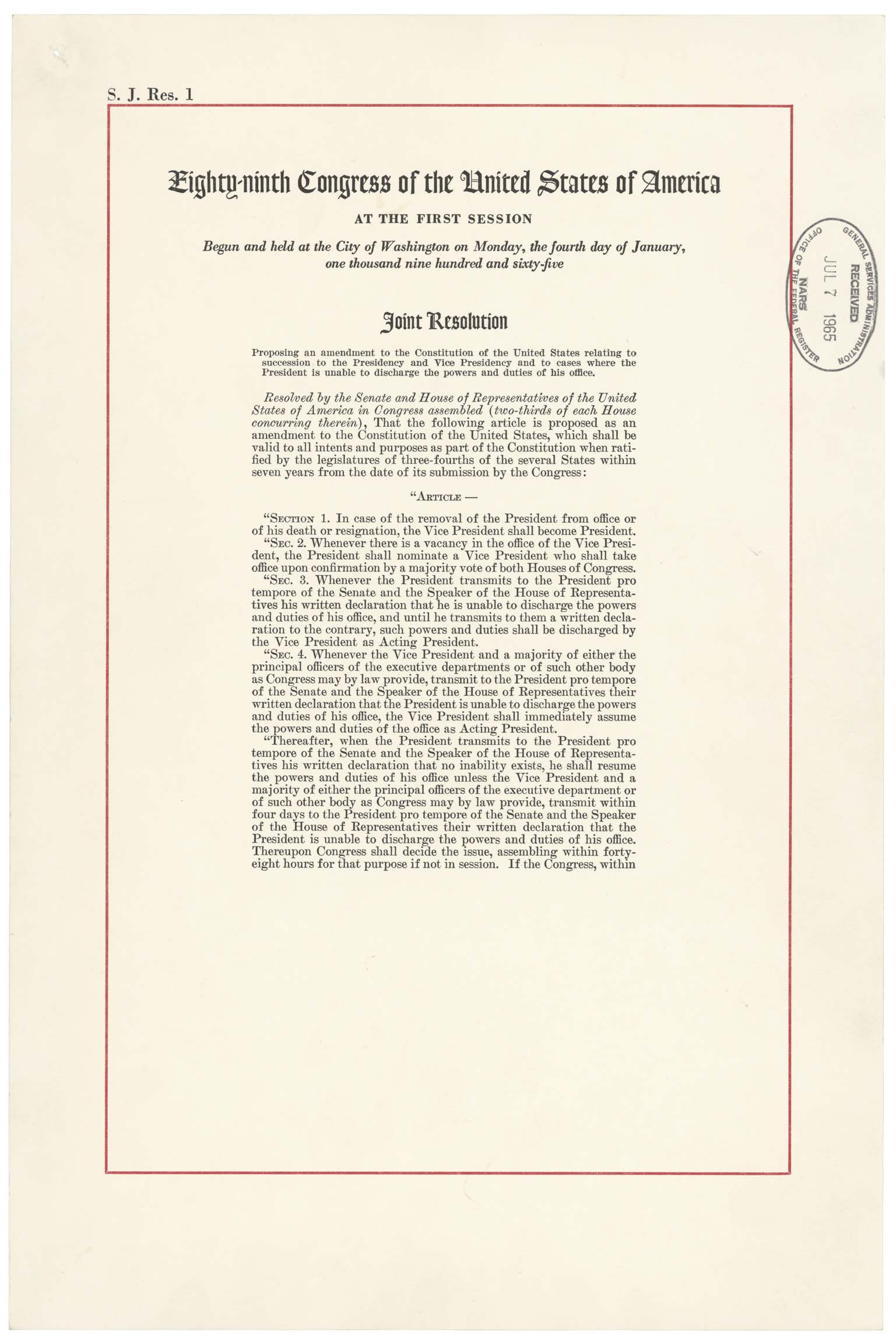
Перша сторінка поправки

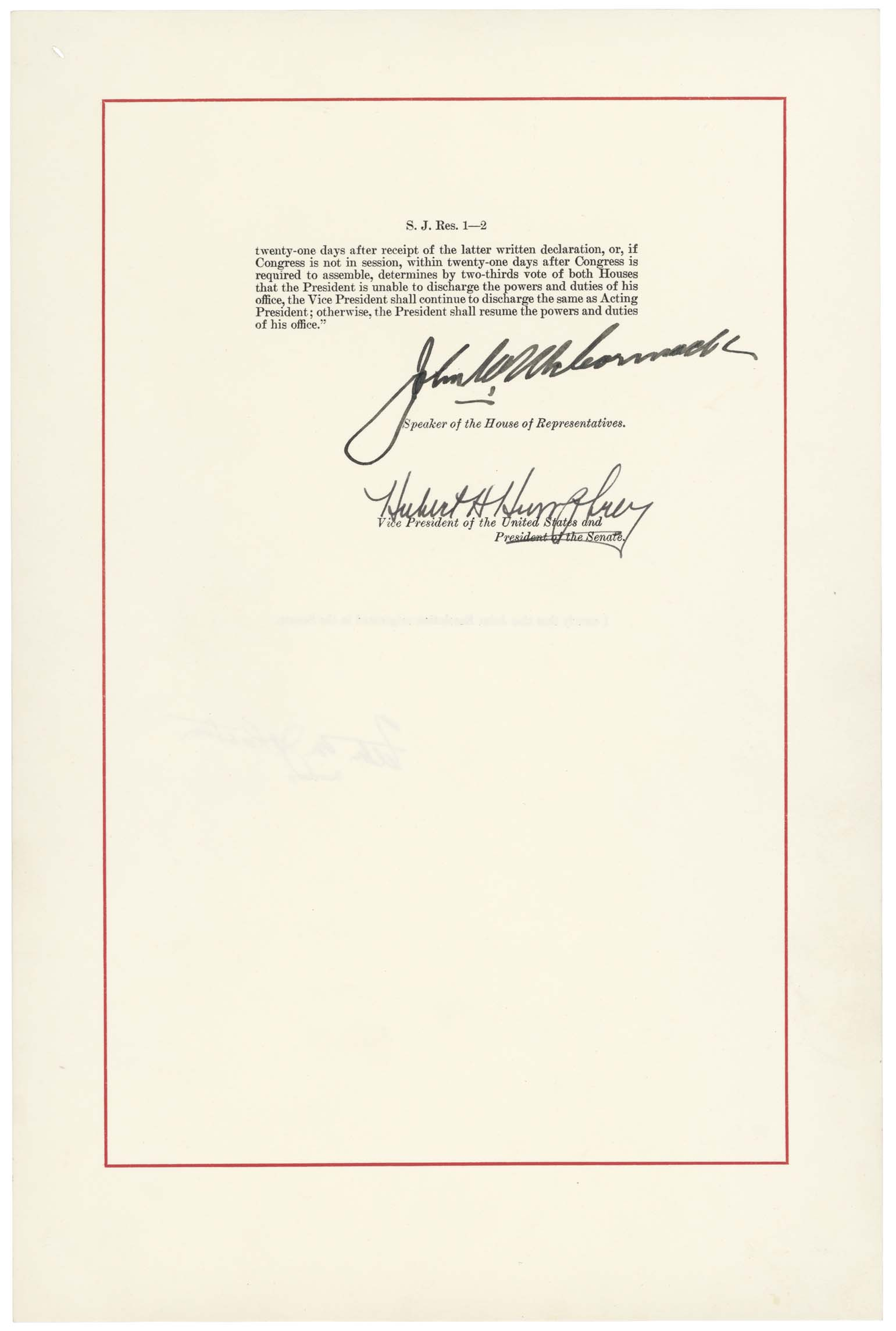
Друга сторінка поправки

Двадцять п'ята поправка до Конституції США (англ. Twenty-fifth Amendment to the United States Constitution) набрала чинності 10 лютого 1967 року. Вона визначала порядок передачі обов'язків президента у разі дострокового припинення його повноважень (здебільшого — загибелі або убивства). Згідно з двадцять п'ятою поправкою президентом у таких випадках стає віцепрезидент.

## Історія
Початковий текст Конституції США щодо того, у якому порядку відбувається заміна віцепрезидентом президента у разі дострокового припинення його повноважень, був сформульований неточно. Там йшлося тільки про те, що у випадку відсторонення президента від посади або його смерті чи визнання недієздатним повноваження переходять до віцепрезидента. В такому випадку залишалися дві можливості трактування: віцепрезидент стає президентом і віцепрезидент стає виконувачем обов'язків президента. Перший прецедент такого роду відбувся 1841 року після смерті Вільяма Генрі Гаррісона. Його мав замінити віцепрезидент Джон Тайлер, від якого частина політиків США зажадала прийняття лише посади виконувача обов'язків президента. Тайлер відмовився підписувати відповідні документи і, попри численні заперечення, склав присягу президента. Ця подія увійшла в американську історіографію як «Прецедент Тайлера». Така практика склалася і надалі, хоча іноді вона викликала заперечення.
Також, хоча Конституція передбачала можливість визнання президента недієздатним і переходу у такому разі повноважень до віцепрезидента, не було прописано, хто має право визнавати главу держави недієздатним. Наприклад, після інсульту президента Вільсона він не міг виконувати свої обов'язки і був повністю ізольований від них. Залишається невідомим, хто у 1919—1921 реально виконував обов'язки президента (вважається, що це була перша леді і президентські радники), але офіційно посада залишалася за ним.
Шістнадцять разів посада віцепрезидента залишалася вакантною через смерть або відставку президента чи віцепрезидента. Іноді посада була вакантною цілий президентський термін, чотири роки.
У 1960-х двічі пропонувалися зміни, які б закріпили усталену традицію, але вперше пропозиція була відхилена. Друга увінчалася успіхом, і у 1965 році парламент країни прийняв поправку. Згодом вона була ратифікована майже всіма штатами, які на той момент були членами федерації (досі не ратифікували поправку Північна Дакота, Джорджія та Південна Кароліна).

## Текст поправки
| 1. У випадку усунення Президента з посади, його смерті або відставки, Президентом стає Віцепрезидент. 2. У випадку вакантної посади Віцепрезидента Президент має висунути кандидата на Віцепрезидента, який обіймає посаду після підтвердження більшістю голосів обох палат Конгресу. 3. У випадку подання Президентом тимчасовому голові Сенату і спікеру Палати представників письмової заяви про неспроможність виконувати функції та обов'язки Президента і доки він не подасть їм заяву протилежного змісту, такі функції та обов'язки мають виконуватися Віцепрезидентом як заступником в обов'язках Президента. 4. У випадку подання Віцепрезидентом і більшістю вищих урядовців органів виконавчої влади або такого іншого органу, який встановлено Конгресом згідно з законом, тимчасовому голові Сенату і спікеру Палати представників своєї письмової заяви про неспроможність Президента виконувати свої посадові повноваження та обов'язки, Віцепрезидент негайно наділяється усіма посадовими повноваженнями та обов'язками як чинний Президент. Згодом, якщо Президент подає тимчасовому голові Сенату і спікеру Палати представників письмову заяву про хибність думки щодо такої неспроможності, він повертає собі посадові повноваження та обов'язки, хіба що Віцепрезидент і більшість вищих урядовців або органів виконавчої влади або такого іншого органу, який буде встановлено Конгресом згідно з законом, подадуть протягом чотирьох діб тимчасовому голові Сенату і спікеру Палати представників письмову заяву про неспроможність Президента виконувати свої посадові обов'язки і повноваження. Тоді Конгрес має вирішити цю справу, зібравшись протягом сорока восьми годин, якщо це сталося у перерві між сесіями. Якщо Конгрес протягом двадцяти одного дня після одержання останньої письмової заяви або, якщо це сталося у перерві між сесіями, протягом двадцяти одного дня після того, як Конгрес мав зібратися, більшістю у дві третини обох палат вирішить, що Президент неспроможний виконувати свої посадові обов'язки і повноваження, їх має виконувати Віцепрезидент як чинний президент. В інших випадках Президент повертає собі посадові повноваження та обов'язки. Оригінальний текст (англ.) 1. In case of the removal of the President from office or of his death or resignation, the Vice President shall become President. 2. Whenever there is a vacancy in the office of the Vice President, the President shall nominate a Vice President who shall take office upon confirmation by a majority vote of both Houses of Congress. 3. Whenever the President transmits to the President pro tempore of the Senate and the Speaker of the House of Representatives his written declaration that he is unable to discharge the powers and duties of his office, and until he transmits to them a written declaration to the contrary, such powers and duties shall be discharged by the Vice President as Acting President. 4. Whenever the Vice President and a majority of either the principal officers of the executive departments or of such other body as Congress may by law provide, transmit to the President pro tempore of the Senate and the Speaker of the House of Representatives their written declaration that the President is unable to discharge the powers and duties of his office, the Vice President shall immediately assume the powers and duties of the office as Acting President. Thereafter, when the President transmits to the President pro tempore of the Senate and the Speaker of the House of Representatives his written declaration that no inability exists, he shall resume the powers and duties of his office unless the Vice President and a majority of either the principal officers of the executive department or of such other body as Congress may by law provide, transmit within four days to the President pro tempore of the Senate and the Speaker of the House of Representatives their written declaration that the President is unable to discharge the powers and duties of his office. Thereupon Congress shall decide the issue, assembling within forty-eight hours for that purpose if not in session. If the Congress, within twenty-one days after receipt of the latter written declaration, or, if Congress is not in session, within twenty-one days after Congress is required to assemble, determines by two-thirds vote of both Houses that the President is unable to discharge the powers and duties of his office, the Vice President shall continue to discharge the same as Acting President; otherwise, the President shall resume the powers and duties of his office. |